# 跨海大橋

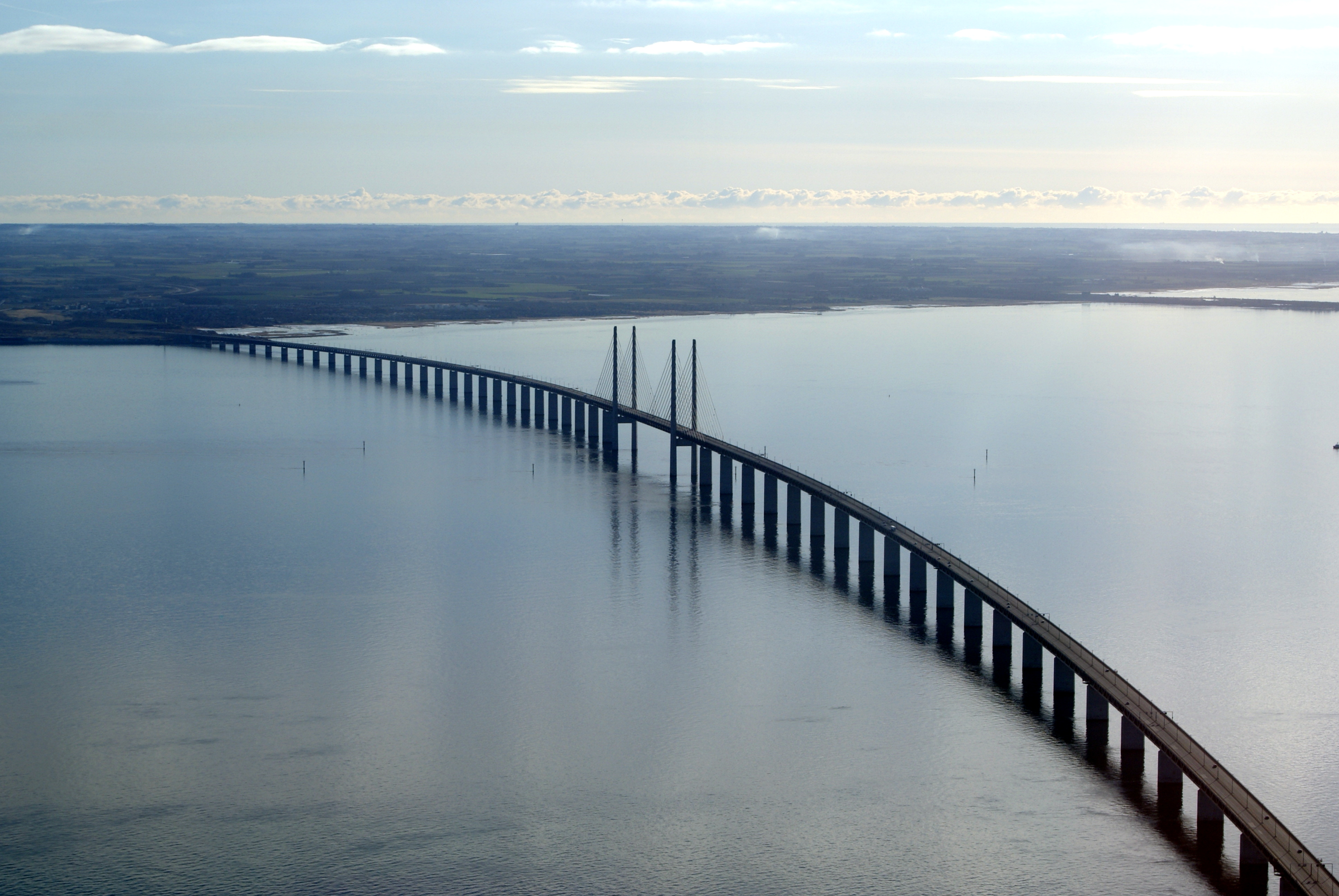
連接丹麥和瑞典的厄勒海峽大橋

跨海大橋為跨越海峽或連接島嶼的橋樑，屬於跨海交通通道的一種形式。橋樑隨者長度的不同工法也有不同，越長的橋樑，工程技術越複雜，越需要配合良好營建管理才能順利進行。

## 亞洲

### 中華人民共和國

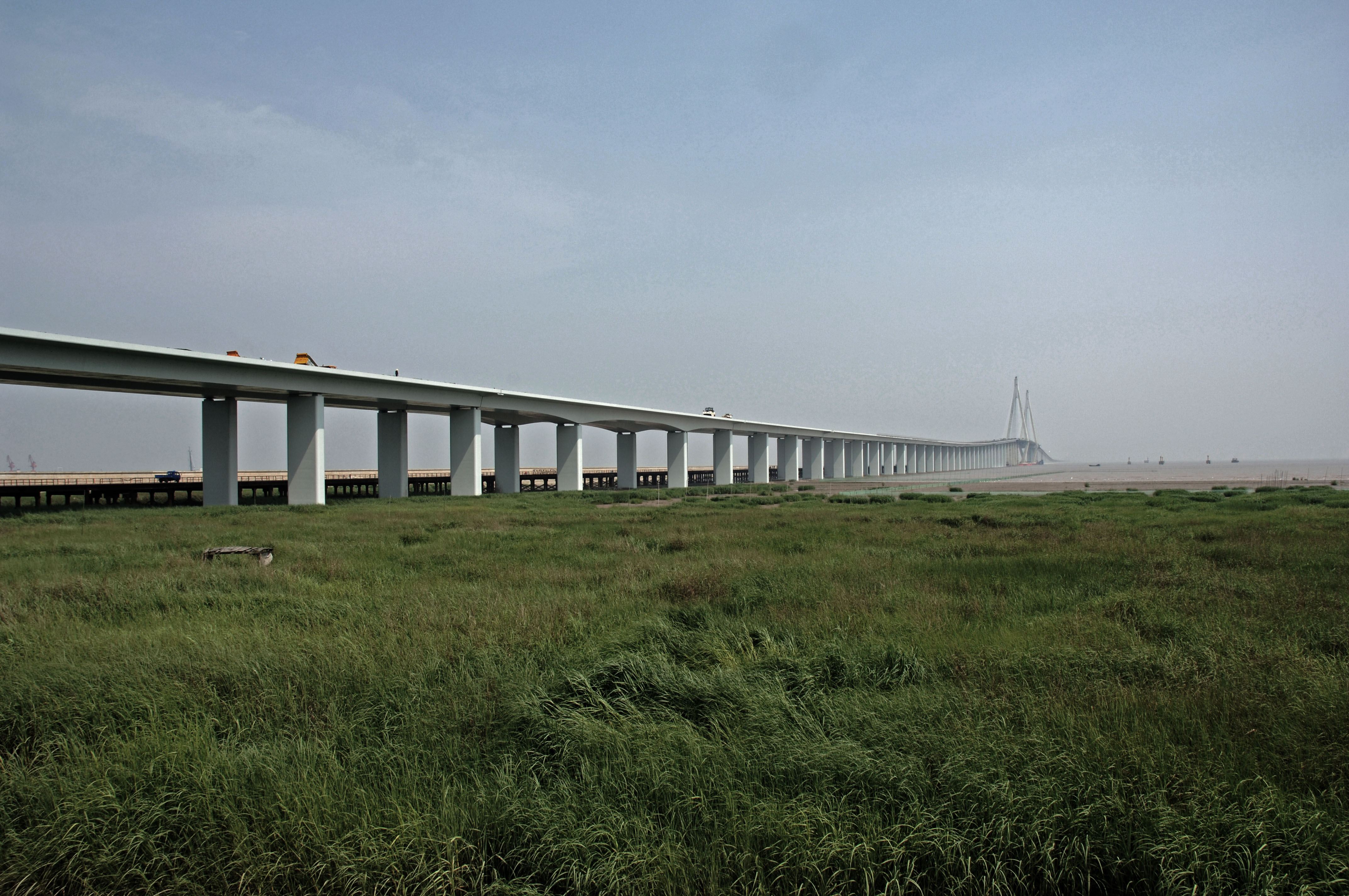
杭州灣大橋

- 青岛胶州湾大桥：東起青島市李村河大桥北200米处，向西延伸跨越膠州灣海域，西至黃島区紅石崖街道，大桥全长41.58公里，于2011年6月30日通车。[1]
- 杭州湾跨海大桥：北起浙江省嘉興市海鹽鄭家埭，南至寧波市慈溪水路灣，全長36公里。
- 东海大桥：中國第一座跨越外海的大橋，連接上海與洋山港。跨海25.5公里達浙江嵊泗縣崎嶇列島之大烏龜島，再經3.5公里到達小洋山島港區，總長約31公里。
- 金塘大桥：舟山跨海大桥的组成部分，全长26,540米，连接浙江舟山金塘岛和宁波镇海，是继胶州湾跨海大桥、杭州湾跨海大桥和东海大桥后国内第四长的跨海大桥。
- 南澳大桥：东起广东省汕头市南澳县，西至汕头市澄海区，跨越南海海域，全长11.08公里。于2015年元旦通车。
- 西堠門大橋：舟山跨海大桥的组成部分，全長5.3公里，含2.6公里長的主橋（1.65公里的主跨跨徑）及2.7公里長的冊子島側接線。
- 朱家尖海峡大桥：桥长2,706米，主跨335米，1999年通车，位于中国舟山群岛的舟山本岛与朱家尖岛之间，是朱家尖机场的主要分流通道。
- 安平桥：又名五里橋，俗稱西橋，是橫跨晉江安海鎮和南安水頭鎮之間的海面上的一座中國古代長橋。实长2255米，目前修缮后桥全长为2070米，桥面宽3米至3.6米。
- 平潭海峡大桥：桥长3,510米，位于中国福建省的平潭县与福清市之间，于2010年通车。
- 江南大桥:是一座位于浙江省舟山市岱山县境内的跨海大桥，连接岱山岛和江南山，为拱桥。2007年底开始建设，次年建成通车。大桥主跨192米，拱高38米，引桥340米。
- 平潭海峡公铁大桥：是世界上最长、跨度最大的跨海峡公铁两用大桥，下层设计为时速200公里的双线一级铁路，上层设计为时速100公里的高速公路。
- 港珠澳大橋：連接香港、廣東省珠海市和澳門，設計為兩橋一隧兩人工島（使船隻能進入珠江），全長55公里，主橋全長約29.6公里，其中澳門連接橋長13.9公里，香港連接橋長約12.6公里。2009年12月15日開工，2018年5月23日竣工，2018年10月24日開通，是目前世界上跨海距離最長的橋隧組合公路。其中跨海主橋也是世界第七長的跨海大橋。
- 深中大橋：深中通道的組成部分，連接廣東省深圳市和中山市，深中通道設計由深中隧道、深中大橋和中山大橋自東向西跨越珠江，全長51公里，主橋（深中大橋）全長約2,826公尺，其中中山大橋長1,170公尺，深中隧道長6,845公尺。2016年12月28日開工，2024年6月16日竣工，2024年6月30日開通。

### 香港
- 港珠澳大橋：連接香港、廣東省珠海市和澳門，設計為兩橋一隧兩人工島（使船隻能進入珠江），全長55公里，主橋全長約29.6公里，其中澳門連接橋長13.9公里，香港連接橋長約12.6公里。2009年12月15日開工，2018年5月23日竣工，2018年10月24日開通，是目前世界上跨海距離最長的橋隧組合公路。[2][3]其中跨海主橋也是世界第七長的跨海大橋。
- 青馬大橋：位于香港，是全球最長的行車鐵路雙用懸索吊橋[4]，以及全球第6長的懸索吊橋。大橋主跨長1,377米，連引道全長為2,160米。跨越馬灣海峽，將青衣島和馬灣島連接起來。
- 將軍澳跨灣連接路：為全港首條附設單車徑、行人路及觀景台的雙線雙程分隔車道的海上「多功能」高架橋，連接路全長1.8公里，其中約1公里為海上高架橋，以高架方式跨過新界西貢區將軍澳，連接將軍澳東岸及西岸，即大赤沙（將軍澳創新園）、小赤沙（日出康城）及調景嶺、將軍澳市中心，也將連接將軍澳藍田隧道（6號幹線一部分），2018年7月12日開工，2022年第三季竣工，2022年12月11日開通。

### 澳門
- 嘉樂庇總督大橋: 于1974年建成，位於澳門連接澳門半島與氹仔，是澳門第一座跨海大橋。
- 澳門友誼大橋: 于1994年建成，位於澳門連接澳門半島與氹仔，是澳門第二座跨海大橋。
- 西灣大橋: 于2005年建成，位於澳門連接澳門半島與氹仔，是澳門第三座跨海大橋。
- 港珠澳大橋：連接香港、廣東省珠海市和澳門，設計為兩橋一隧兩人工島（使船隻能進入珠江），全長55公里，主橋全長約29.6公里，其中澳門連接橋長13.9公里，香港連接橋長約12.6公里。2009年12月15日開工，2018年5月23日竣工，2018年10月24日開通，是目前世界上跨海距離最長的橋隧組合公路。其中跨海主橋也是世界第七長的跨海大橋。

### 中華民國

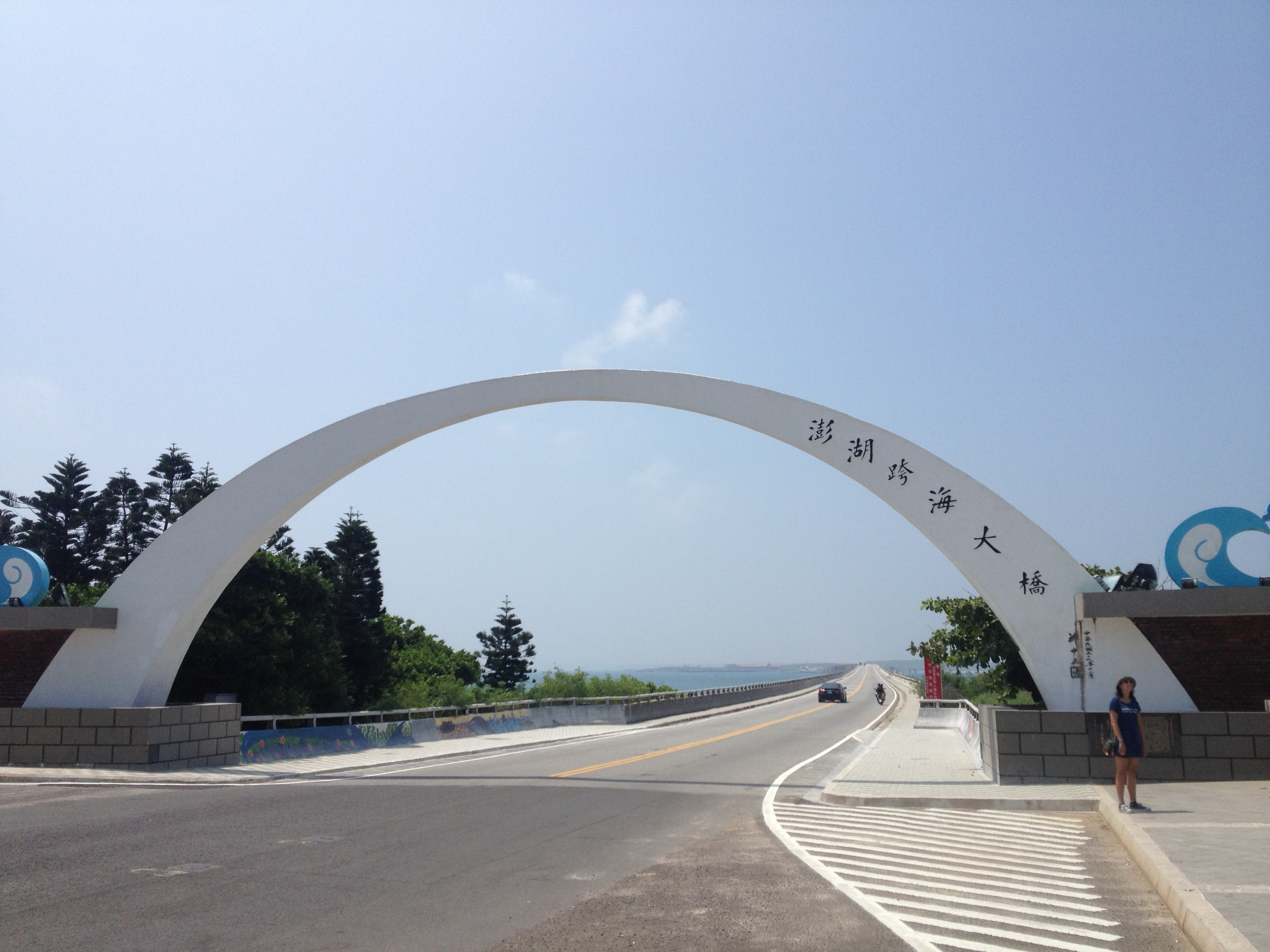
澎湖跨海大橋白沙端入口拱門

- 和平橋：台灣第一座跨海大橋，1935年啟用，全長約75公尺，連接台灣本島的基隆市區與和平島。
- 社寮橋：社寮橋為2015年啟用，第二座連接和平島的跨海大橋，為雙肋鋼拱橋，造型仿魚身設計，象徵「魚躍龍門」，橋長185公尺，高53公尺、中間沒有落墩。
- 澎湖跨海大橋：中華民國第二長的跨海大橋，舊橋於1971年啟用，1995年10月拆除；第二代大橋於1984年7月開始興建，1996年3月完工並通車至今，總長2,494公尺，連接澎湖群島的白沙及西嶼兩大島。
- 鵬灣跨海大橋：位於屏東縣的大鵬灣灣口，全長約195公尺，為台灣第一座開啟橋。
- 金門大橋：中華民國最長跨海大橋，位於金門縣，連結金門本島金寧鄉（大金門）與烈嶼鄉（小金門）的海上橋梁，全長5.4公里，2022年10月30日通車。
- 大坵橋：連江縣第一座跨海大橋，全長約500公尺，連接北竿島與大坵島，預計2025年10月完工。[5]
- 馬祖大橋：連江縣第二座跨海大橋，全長約4.3公里，連接馬祖列島中最大的北竿島和南竿島，預計將投入新台幣288.48億元，工期需8年。[6]
- 彰濱跨海大橋(興建中)：位於彰化縣，連結彰濱工業區崙尾西區和鹿港區，跨海段約800公尺，建成後將成為台灣本島最長的跨海大橋。

### 日本
- 明石海峽大橋：連接日本神戶和淡路島之間跨海公路大橋，它跨越明石海峽，是目前世界上跨距最大的橋樑及懸索橋，全橋總長3,911公尺，最大跨距1,991公尺。
- 來島海峽大橋：連接日本愛媛縣今治市和瀨戶內海大島之間跨海公路大橋。
- 瀨戶大橋：是日本本州岡山縣倉敷市到四國香川縣坂出市之間的跨過瀨戶內海的大橋，橋長1,310公尺。
- 多多羅大橋：位於日本瀨戶內海的斜拉橋，主跨長890公尺，連引道全長為1,480公尺，也是現今世界上最長的，連接廣島縣的生口島及愛媛縣的大三島之間。
- 關門橋：是山口縣下關市到福岡縣北九州市門司區的一個高速公路橋梁。橋長1,068公尺。
- 东京湾跨海公路：横跨日本东京湾，连接神奈川县川崎市与千叶县木更津市，由東半側的跨海大橋、以及西半側的海底隧道結合而成。
- 伊良部大橋：位於沖繩縣宮古島市，連絡宮古島與伊良部島的跨海大橋，全長3,540公尺，是日本不收通行費的公共道路中，最長的橋梁。也是沖繩縣境內最長的橋樑。

### 馬來西亞

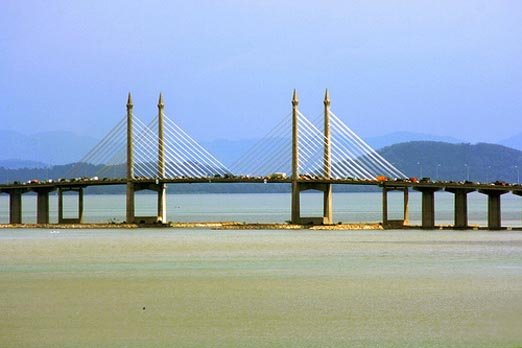
槟威大桥

- 檳威大橋：位於馬來西亞檳城，為檳島與威斯利省之間的第一條跨海公路大橋，全長13.5公里。
- 檳城第二大橋：位於馬來西亞檳城，為檳島與威斯利省之間的第二條跨海公路大橋，全長24公里。

### 印度
- 班本橋

## 中東

### 沙特阿拉伯
- 法赫德国王大桥：位于波斯湾，是连接巴林和沙特阿拉伯间的跨海公路大桥，全长25公里。

## 歐洲

### 北欧
- 厄勒海峡大桥：横跨厄勒海峡连接丹麦首都哥本哈根和瑞典城市马尔默的跨海公路铁路两用大桥，全长7,845米
- 大贝尔特桥：横跨大贝尔特海峡连接丹麦西兰岛和菲英岛的跨海公路铁路两用大桥。整项工程分成三个部分，公路专用的东桥（6790米）、铁路专用的东海底隧道（8024米）、铁路公路两用的西桥（6611米）。

## 美洲

### 加拿大
- 聯邦大橋：是一條長達12.9公里，連接愛德華王子島與新伯倫瑞克省之間的跨海公路大橋。

### 美國
- 龐恰特雷恩湖橋：位於美國路易西安納州龐恰特雷恩湖上（這是座潟湖，故可算是跨海大橋），連接紐奧良和曼德韋爾，全長38.4公里，曾被認為是当时世界上最長的橋而收錄在金氏世界紀錄大全中。
- 切萨皮克湾隧桥：位於美國切萨皮克湾，連接德玛瓦半岛和汉普顿锚地，全長37公里，由两个海底隧道，四个人工岛，四个跨海大桥组成。

## 非洲

### 埃及
西奈半島跨越紅海跨海大橋 : 跨越紅海蒂朗海峽、連接歐亞的大橋建造計畫自1948年以色列建國後就有人提議，1988年開始沙烏地阿拉伯與埃及就有討論，但始終未付諸實行。2006年一度即將興建前，因為以色列基於安全理由極力反對，埃及前總統穆巴拉克將之凍結。2011年，埃及再度宣布興建大橋。2016年4月，沙烏地阿拉伯國王沙爾曼（Salman）宣布，已跟埃及達成協議，將共同合作興建跨越紅海（Red Sea）以銜接兩國的跨海大橋 ，連接西奈半島到沙烏地阿拉伯。

### 莫三比克
马普托—卡腾贝大桥 :  是莫三比克南部的一座公路懸索橋  ， 跨越馬普托灣，連接北岸的首都馬普托主城區和南岸的郊區卡騰貝

## 隧橋
隧橋也是一種跨海交通的建設方法。